# Barjols
Barjols è un comune francese di 3 096 abitanti situato nel dipartimento del Var della regione della Provenza-Alpi-Costa Azzurra. È gemellato con il comune italiano di Garessio (CN), da dove emigrarono alcuni abitanti, specie della frazione Mindino.

## Società

### Evoluzione demografica
Abitanti censiti